# Ochridacyclops nepalensis
Ochridacyclops nepalensis is een eenoogkreeftjessoort uit de familie van de Cyclopidae. De wetenschappelijke naam van de soort is voor het eerst geldig gepubliceerd in 2005 door Tomikawa, Ito, Minakawa & Mawatari.